# Platja de Cadavéu
La platja de Cadavéu o La Ribeirona és una platja que es troba en el concejo asturià de Valdés, a Espanya. Forma part de la Costa occidental d'Astúries i està emmarcat al Paisatge Protegit de la Costa Occidental d'Astúries.

## Descripció
Està situada a uns dos quilòmetres del poble de Cadavéu, del que pren el nom, i en ella desemboca el rierol Frieira. El jaç està format per sorres clares de gra mitjà i el seu grau d'ocupació és alt.
Té una longitud aproximada de 400 metres i una superfície de gairebé 53.000 m² amb la marea baixa. S'arriba a ella des d'una desviació de l'N-632, travessant el poble en direcció a la costa. Es pot accedir en vehicle fins a la vora de la platja, ja que compta amb una zona habilitada per a l'estacionament que està molt bé senyalitzat des del poble. Durant la pleamar la sorra queda totalment submergida. Té una desembocadura fluvial. Quant als serveis disposa d'equip de vigilància, àrea de pícnic, neteja, dutxes i restaurants. La pesca recreativa és l'activitat més recomanada. Igualment és recomanada per a tota la família.
En 2002 va resultar afectada pels abocaments del Prestige, encara que ja no queden rastres d'aquell succés.